# Wola Kruszyńska
Wola Kruszyńska [pronunciación en polaco: /ˈvɔla kruˈʂɨɲska/] es un pueblo ubicado en el distrito administrativo de Gmina Serłchatów, dentro del distrito de Bełchatów, voivodato de Łódź, en Polonia central. Se encuentra aproximadamente a 8 kilómetros al noreste de Bełchatów y a 42 kilómetros al sur de la capital regional Łódź.